# Kladno
Kladno (pronunție în cehă [ˈkladno]) este un oraș în Regiunea Boemia Centrală (Středočeský kraj) din Republica Cehă. El este situat la 25 km nord-vest de Praga. Kladno este cel mai mare oraș din regiune și are o populație, împreună cu zonele suburbane adiacente, de mai mult de 110.000 de locuitori (din care 70.000 sunt doar în Kladno). Orașul face parte din zona metropolitană a Pragăi.

## Istoric
Primele mărturii scrise ale existenței orașului Kladno datează din secolul al XIV-lea. În 1561 drepturile orașului au fost întărite.
Până în 1918, orașul a făcut parte din Imperiul Austriac (partea austriacă după compromisul austro-ungar din 1867), reședință a districtului Kladno, unul din cele 94 de Bezirkshauptmannschaften din Boemia.

## Economia
Kladno a fost locul istoric de naștere al industriei grele din Boemia. Orașul este de ani de zile sediul uzinei de oțel Poldi, cel mai mare angajator din regiune. Fabrica încă există, dar a fost împărțită în entități mai mici, după privatizare și schimbări de proprietari. Bazele industriei miniere au fost puse aici în 1842. Un oficiu poștal a fost deschis în 1863. Apropierea de Praga a contribuit la menținerea unei economii locale stabile, în ciuda declinului industriei grele înregistrat după prăbușirea regimului comunist. O serie de companii din Europa de Vest și-au stabilit facilități de producție la Kladno, inclusiv Quickstep Laminate Floors, Dr. Oetker, NKT cables și Lego.

## Personalități locale
- Jiří Dienstbier, fost deputat în Parlamentul Republicii Cehe, senator de Kladno, candidat în alegerile prezidențiale.
- Anton Čermák, primarul orașului Chicago, Illinois, în perioada 1931–1933, s-a născut aici (ca Antonín Čermák) în 1873.[8]
- Zdeněk Miler, desenator și ilustrator (creator al personajului Cârtița).
- Antonin Raymond, arhitect ceho-american ce a realizat proiecte arhitectonice în Japonia și SUA
- Petr Pithart, fost prim-ministru al Republicii Cehe, s-a născut aici în 1941.
- Jaromír Jágr, jucător de hochei la Florida Panthers.[9]
- Michal Pivoňka, fost jucător de hochei la Washington Capitals. A fost golgheter al echipei în două sezoane (1991–1992, 1995–1996).[10]
- Tomáš Plekanec, jucător de hochei la Montreal Canadiens.[11]
- Ondřej Pavelec, jucător de hochei la Winnipeg Jets.[12]
- Jiří Tlustý, jucător de hochei la Winnipeg Jets.
- Jakub Voráček, jucător de hochei la Philadelphia Flyers.
- Michael Frolík, jucător de hochei la Calgary Flames
- Jiří Sekáč, jucător de hochei la Anaheim Ducks.[13]
- František Kaberle, fost jucător de hochei la Carolina Hurricanes.[14]

## Relații internaționale

### Orașe înfrățite
Kladno este înfrățit cu:
- Vitry-sur-Seine, Franța[15]
- Bellevue, Washington, Statele Unite Ale Americii[15][16]
- Aachen, Germania[15]

Kladno are un parteneriat cu:
- Podolsk, Rusia[17]

## Trivia
- În Prison Break, Nika Volek, interpretată de Holly Valance, își are familia la Kladno.
- Una dintre principalele fabrici ale grupului Lego se află aici.[18]

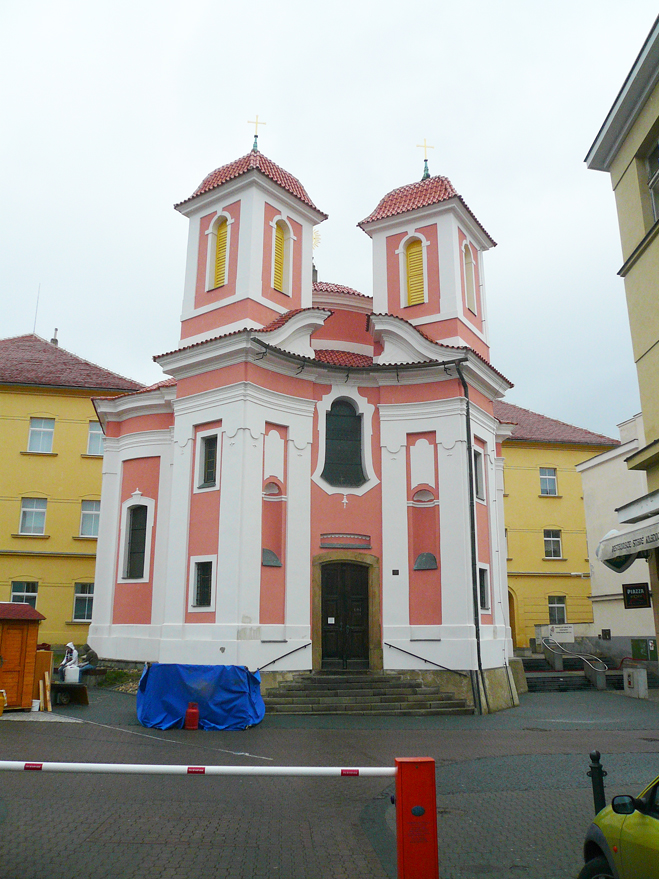
Capela Sf. Florian din Kladno